# Tatsuya Tanaka (fodboldspiller, født 1992)
Tatsuya Tanaka (født 9. juni 1992) er en japansk fodboldspiller, som spiller for den japanske fodboldklub Gamba Osaka.